# 新進
株式会社新進（しんしん、英: SHIN-SHIN FOODS CO.,LTD.）は、東京都千代田区神田司町（通称：秋葉原）に本社を置く、漬物を主に製造・販売を行っている食品メーカー。漬物のほかには惣菜、煮豆、チルドポテトまた、調味料やでんぷんも扱っている。福神漬のトップメーカーである。

## 沿革
- 1894年（明治27年） 創業者籠島忠作が群馬県高崎町（現:高崎市）で焼麩および澱粉製造業を創業。
- 1930年（昭和5年） 高級福神漬「新進漬」をはじめ各種漬物・佃煮の製造販売を開始。
- 1931年（昭和6年） 中国・ハワイ・北アメリカなどへ漬物の輸出業務を開始。
- 1940年（昭和15年） 「籠島食料工業株式會社」に改組。本社を群馬県前橋市に本社移転。
- 1948年（昭和23年） 社名を「新進食料工業株式会社」に変更。本社を東京都千代田区に移転。
- 1963年（昭和38年） アメリカ・スタンゲ社(現マコーミック社）と合弁で香辛調味料を輸入・製造・販売する「日本スタンゲ株式会社」を設立。
- 1971年（昭和46年） 東京都千代田区に本社ビル新築。
- 1990年（平成2年） 籠島正直、代表取締役社長に就任（2016年まで） 。
- 1991年（平成3年） 最新鋭の自動化工場「利根川工場」（群馬県前橋市）が完成。
- 1994年（平成6年） 創業100周年。CI導入。社名を「株式会社新進」に変更。
- 2000年（平成12年） 品質保証の国際規格「ISO 9001」を認証取得。
- 2002年（平成14年） 環境基準の国際規格「ISO 14001」を認証取得。
- 2012年（平成24年） 本社を東京都千代田区外神田に移転、アキバキャビン株式会社を設立し、コンパクトホテル事業（ファーストキャビンよりフランチャイズ）に参入し、2013年6月27日本社跡地にファーストキャビンAKIHABARAを開業[2]。
- 2014年（平成26年）ミャンマーベル社と合弁で『MYANMAR BELLE SHIN-SHIN FOODS CO., LTD.』を設立。
- 2016年（平成28年）籠島正雄、代表取締役社長に就任。『新進物産株式会社』を子会社とする。
- 2017年（平成29年）子会社『函館パターテ株式会社』を『パターテ・ジャパン株式会社』へ社名変更。
- 2018年（平成30年）本社を東京都千代田区神田須田町に移転。
- 2022年（令和4年）本社を東京都千代田区神田司町に移転。

## 事業所
- 支店 - 5ヶ所（東京、大阪、札幌、仙台、名古屋）
- 営業所・出張所 - 3ヶ所（前橋、広島、福岡）
- 工場 - 3ヶ所（利根川、総社、芳賀）

## 関係会社
- 籠島澱粉株式会社
- 九州新進株式会社
- 北海道新進アグリフーズ株式会社
- 株式会社塩野
- パターテジャパン株式会社
- 新進物産株式会社
- 日本スタンゲ株式会社
- 唐山広野新進食品有限公司
- 青島新進三通食品有限公司
- 鹿児島くみあい食品株式会社
- MYANMAR BELLE SHIN-SHIN FOODS CO., LTD.
- MYANMAR AGRI FOODS CO., LTD.

## 受賞など
- 1985年（昭和60年）凍結磨砕法による可食ペースト製造法の開発により農林水産大臣賞を受賞。
- 1991年（平成3年）『朝つゆ一本』が農林水産省食品流通局長賞受賞。
- 1992年（平成4年）平成3年度 群馬県環境緑化コンクールで利根川工場が優良賞受賞。
- 2009年（平成21年）利根川工場が厚生労働省より食品衛生優良施設として表彰される。